# South Shaftsbury
South Shaftsbury – jednostka osadnicza w Stanach Zjednoczonych, w stanie Vermont, w hrabstwie Bennington.